# Ceromitia mitrata
Ceromitia mitrata là một loài bướm đêm thuộc họ Adelidae. Loài này có ở Nam Phi.